# Лисициан, Павел Герасимович
Па́вел Гера́симович Лисициа́н (арм. Պավել Գերասիմի Լիսիցյան; 24 октября [6 ноября] 1911, Владикавказ, Терская область, Российская империя — 6 июля 2004, Москва, Россия) — советский и российский оперный и камерный певец (баритон), педагог. Народный артист СССР (1956).

## Биография
Родился 24 октября (6 ноября) 1911 года во Владикавказе Терской области Российской империи (ныне Северная Осетия, Россия) в семье предпринимателя Герасима Лисициана, который вместе с братом Иваном владел Первой Кавказской электро-механической гильзовой «Дарьял» и табачной фабриками, которые находились на Тарской улице во Владикавказе. Братья были родственниками Багратиона Вахтангова (отец театрального режиссёра Евгения Вахтангова), владевшего табачной фабрикой на Евдокимовской улице. По национальности — армянин. Закончил Владикавказскую классическую гимназию. До 1927 года жил в доме № 11 на Тарской улице (современная — улица Цаголова).
В Ленинград приехал летом 1930 года. Стал работать на Балтийском заводе, параллельно был взят статистом в Большой драматический театр.
Учился на Государственных курсах музыкального образования им. Н. А. Римского-Корсакова (ныне Музыкальная школа имени Н. А. Римского-Корсакова). Брал уроки пения у М. М. Левицкой. В 1932—1935 годах учился в Ленинградском музыкальном училище при консерватории (ныне Санкт-Петербургское музыкальное училище имени Н. А. Римского-Корсакова) (класс З. С. Дольской). В 1960 году окончил экстерном Ереванскую консерваторию им. Комитаса.
С 1933 года — солист концертно-театрального бюро Ленгосактеатров. Работал в Первом молодёжном оперном театре, где дебютировал в 1933 году в партии Фиорелло в «Севильском цирюльнике» Дж. Россини.
В 1935—1937 годах — солист Ленинградского Малого оперного театра (ныне — Михайловский театр), в 1937—1940 — Ереванского театра оперы и балета.
В годы войны с июля по октябрь 1941 года вместе с бригадой выезжал по заданию ГлавПУРККА для выступлений в частях Красной Армии, госпиталях, эвакопунктах на вокзалах. За самоотверженную работу на фронте был отмечен благодарностью Политического управления Западного фронта, командованием действующей армии, а также личным оружием от генерала Л. М. Доватора. На фронтах и в тылу спел больше пятисот концертов и имел боевые награды — медали «За отвагу», «За оборону Кавказа».
С 1940 по 1966 год — солист Большого театра (Москва), на сцене которого дал 1 800 спектаклей. В 1960 году первым из советских певцов выступил в Нью-Йоркской Метрополитен-опере в «Аиде».
Выступал как концертный певец, с особым успехом исполняет романсы П. И. Чайковского и С. В. Рахманинова, песни советских композиторов.
Гастролировал за рубежом (Иран, Финляндия, Австрия, Венгрия, Румыния, Болгария, ГДР, Чехословакия, Дания, Польша, Югославия, Нидерланды, Индия, Япония, США, Канада, Греция, Бельгия, Индонезия, Италия, Исландия).
Занимался преподавательской деятельностью. В 1967—1973 годах преподавал в Ереванской консерватории (с 1969 — заведующий кафедрой, с 1970 — профессор), позже — в Московской государственной филармонии. В Большом театре консультировал молодых певцов.. Вместе с З. А. Долухановой возглавлял Международную школу пения при Союзе театральных деятелей СССР. Регулярно вёл курсы вокального мастерства в Ростоке (ГДР).
Неоднократно участвовал в международных конкурсах в качестве члена жюри, в том числе на конкурсе в Рио-де-Жанейро (Бразилия), на конкурсах Р. Шумана и И. С. Баха в Восточной Германии. В течение 20 лет участвовал в Веймарских музыкальных семинарах.
Умер 6 июля 2004 года. Похоронен на Армянском кладбище в Москве.

### Семья

Могила П. Г. Лисициана

- Жена — Дагмара Александровна (1916—2016), сестра певицы, народной артистки СССР З. А. Долухановой (1918—2007).[6]

Трое детей П. Лисициана профессионально занимались пением, стали лауреатами международных конкурсов, имеют звания народных артистов Армении, заслуженных артистов России. Старший сын Герасим стал известным актёром.
- Карина Павловна Лисициан (р. 1938), певица (меццо-сопрано), вокальный педагог, профессор, народная артистка Армянской ССР (1987), заслуженная артистка России (1997).
- Герасим Павлович Лисициан (р. 1943), актёр театра и кино, чтец и поэт.
- Рубен Павлович Лисициан (р. 1945), певец (тенор), вокальный педагог, профессор, президент Германо-Российской культурно-образовательной академии Кёльна, заслуженный артист России (1992).[7]
- Рузанна Павловна Лисициан (р. 1945), певица (сопрано), вокальный педагог, профессор, народная артистка Армянской ССР (1987), заслуженная артистка России (1997).

## Награды и звания
- Заслуженный артист Армянской ССР (1939)
- Народный артист РСФСР (1951)[8]
- Народный артист СССР (1956)
- Два ордена Трудового Красного Знамени (04.11.1939 — «за выдающиеся заслуги в деле развития армянского театрального и музыкального искусства», 27.05.1951[9])
- Орден Дружбы народов (25.05.1976)[10]
- Медаль «За отвагу»
- Медаль «За оборону Кавказа» (1945)
- Орден «Звезда дружбы народов» 2-й степени (ГДР)
- Премия Роберта Шумана (1985)
- Благодарность Президента Российской Федерации (6 ноября 2001 года) — за большой вклад в развитие музыкального искусства[11]
- Золотой крест Союза армян России I степени (2002) — за выдающийся вклад в развитие советской культуры и оперного искусства, укрепление российско-армянских культурных связей[12]
- Золотая медаль Фонда Ирины Архиповой (2002)

## Партии

### Ереванский театр оперы и балета
- 1939 — «Алмаст» А. Спендиарова — Татул
- «Тапарникос» А. Айвазяна — Товмас
- «Аршак II» Т. Чухаджяна — Аршак II
- «Роберт-Дьявол» Дж. Мейербера — Роберт
- «Тихий Дон» И. Дзержинского — Митька, Листницкий
- «Ануш» А. Тиграняна — Моси
- «Лусабацин» («На рассвете») А. Степаняна — Грикор
- «Евгений Онегин» П. Чайковского — Онегин
- «Пиковая дама» П. Чайковского — Елецкий, Томский
- «Паяцы» Р. Леонкавалло — Сильвио, Тонио
- «Кармен» Ж. Бизе — Эскамильо, Моралес
- «Даиси» З. Палиашвили — Киазо
- «Гугеноты» Дж. Мейербера — граф Невер

### Большой театр
- 1946 — «Бэла» А. Александрова — Казбич
- 1946 — «Травиата» Дж. Верди — Жермон
- 1947 — «Великая дружба» В. Мурадели — Чрезвычайный комиссар
- 1949 — «Садко» Н. Римского-Корсакова — Веденецкий гость
- 1953 — «Декабристы» Ю. Шапорина — Рылеев
- 1959 — «Война и мир» С. Прокофьева — Наполеон
- 1959 — «Джалиль» Н. Жиганова — Андрэ
- 1959 — «Кармен» Ж. Бизе — Эскамильо
- «Евгений Онегин» П. Чайковского — Онегин
- «Пиковая дама» П. Чайковского — Елецкий, Томский
- «Мазепа» П. Чайковского — Мазепа
- «Фауст» Ш. Гуно — Валентин
- «Иоланта» П. Чайковского — Роберт
- «Галька» С. Монюшко — Януш
- «Фальстаф» Дж. Верди — Форд
- «Аида» Дж. Верди — Амонасро
- «Царская невеста» Н. Римского-Корсакова — Грязной
- «Паяцы» Р. Леонкавалло — Сильвио
- «Судьба человека» И. Дзержинского — реквием «Памяти павших»

## Дискография
- 1947 — «Травиата», дирижёр А. Орлов (Жорж Жермон)
- 1948 — «Кащей Бессмертный», дирижёр С. Самосуд (Иван-королевич)
- 1949 — «Садко», дирижёр Н. Голованов (Веденецкий гость)
- 1950 — «Пиковая дама», дирижёр А. Мелик-Пашаев (Князь Елецкий)
- 1953 — «Аида», дирижёр А. Мелик-Пашаев (Амонасро)
- 1954 — «Богема», дирижёр С. Самосуд (Марсель)
- 1959 — «Кармен», дирижёр А. Мелик-Пашаев (Эскамильо)
- 1961 — «Война и мир», дирижёр А. Мелик-Пашаев (Наполеон)

## Фильмография
- 1941 — Армянский киноконцерт (короткометражный) — Татул
- 1954 — Концерт мастеров искусства Армении — Аршак
- 1983 — Ты мой восторг, мое мученье…

### Вокал
- 1963 — «Иоланта» (фильм-опера) — Роберт (роль А. Белявского)

### Участие в фильмах
- 1974 — Павел Лисициан (документальный)

## Память
- В 2005 году Карина, Рузанна и Рубен Лисицианы создали благотворительный Фонд имени П. Лисициана[13], в рамках деятельности которого организуются многочисленные концерты, мастер-классы, творческие семинары[14].
- В 2008 году в Москве прошёл I-й Международный конкурс баритонов имени П. Лисициана[15].
- Мемориальная доска в Москве, Тверская улица, дом 8, корпус 1.
- Мемориальная доска в Ереване[16][17]
- Мемориальная доска на доме № 11 (сегодня — объект культурного наследия, связанный с жизнью певца) на улице Цаголова, Владикавказ.

## Галерея

Могила на Армянском кладбище Москвы.
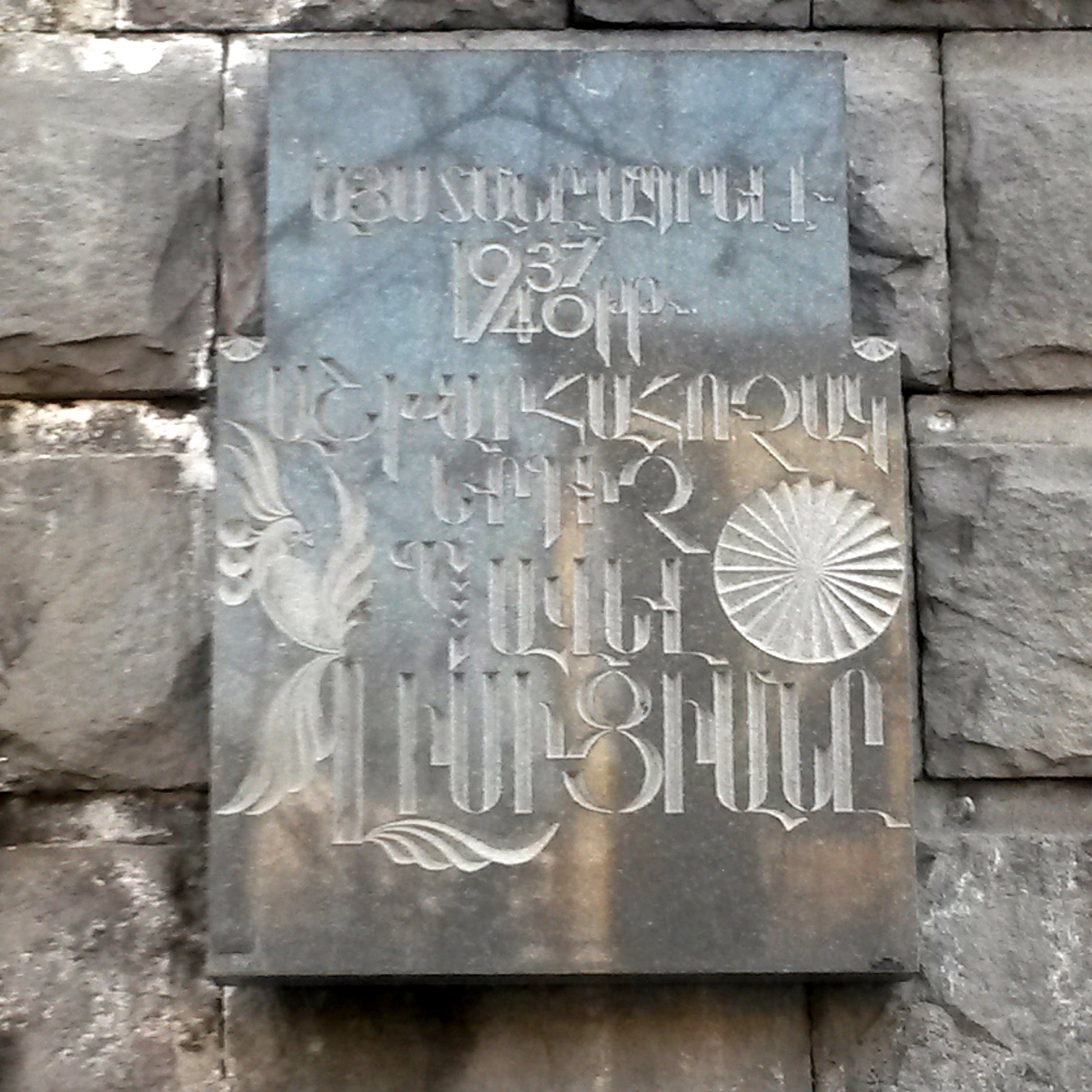
Мемориальная доска в Ереване
Мемориальная доска на доме №11 на улице Цаголова, Владикавказ. Автор: скульптор Владимир Хаев. Установлена 30 сентября 2007 года[18].